# Syn (bohyně)
Syn je jméno severské bohyně z norské mytologie. Je klíčnicí Frigginy, která do jejího sídla nepustí nikoho nepovolaného. Na sněmu bohů hájí křivě nařčené. Je bohyní bdělosti a pravdy. První zmínka o bohyni pochází ze 13. století.